# 夢花車
『夢花車』（ゆめはなぐるま）は、吉岡亜衣加の2枚目のオリジナルアルバム。2010年8月4日にティームエンタテインメントから発売された。

## 概要
『薄桜鬼』関連タイアップ曲が多数収録されている。初回限定盤には、「十六夜涙」のミュージッククリップのフルver.と今までに発売された『薄桜鬼』シリーズのテロップ入りオープニングムービーを収録したDVDが付属されている。

## 収録曲
1. 十六夜涙 [3:54]
作詞：Yumiyo、作曲：谷本貴義、編曲：太田美知彦
  - テレビアニメ『薄桜鬼』オープニングテーマ
2. 紅い蜃気楼 [4:00]
作詞：上園彩結音、作曲・編曲：四月朔日義昭
  - PS3ゲーム『薄桜鬼 巡想録』オープニングテーマ
3. 約束の空 [4:38]
作詞：上園彩結音、作曲・編曲：四月朔日義昭
  - PS3ゲーム『薄桜鬼 巡想録』エンディングテーマ
4. 夢色シャボン玉 [5:27]
作詞：上園彩結音、作曲：成瀬裕介、編曲：中尾裕介
5. 青空ボタン [4:18]
作詞：上園彩結音、作曲・編曲：谷本貴義
  - PSPゲーム『薄桜鬼 遊戯録』オープニングテーマ
6. ねぇ、もしも2人が… [3:58]
作詞・作曲：吉岡亜衣加、編曲：谷本貴義
  - PSPゲーム『薄桜鬼 遊戯録』エンディングテーマ
7. 掌中の鳥 [5:00]
作詞：澤田尚多、作曲：松美夜孤雨兵、編曲：Yu
  - PSPゲーム『二世の契り』挿入歌
8. 散らない花 [4:33]
作詞：大森祥子、作曲：上野義雄、編曲：谷本貴義
  - DSゲーム『薄桜鬼 DS』オープニングテーマ
9. ひとしずく [3:52]
作詞：上園彩結音、作曲：四月朔日義昭、編曲：谷本貴義
  - DSゲーム『薄桜鬼 DS』エンディングテーマ
10. 夕凪に願いを [5:28]
作詞：上園彩結音、作曲・編曲：四月朔日義昭
  - PS3ゲーム『薄桜鬼 巡想録』随想録EDテーマ
11. こぼれるメロディーは風唄に [4:05]
作詞・作曲：吉岡亜衣加、編曲：谷本貴義
12. 優しい雨 [4:33]
作詞：こだまさおり、作曲・編曲：鶴由雄]

DVD（初回限定盤のみ）
1. 十六夜涙（ミュージッククリップフルver.）
2. はらり（「薄桜鬼 〜新選組奇譚〜」オープニングムービー）
3. 闇の彼方まで（「薄桜鬼 ポータブル」オープニングムービー）
4. 花びらの刻（「薄桜鬼 随想録」オープニングムービー）
5. 散らない花（「薄桜鬼 DS」オープニングムービー）
6. 青空ボタン（「薄桜鬼 遊戯録」オープニングムービー）